# Pardos chicken
Pardos Chicken es una cadena peruana de restaurantes de brasas y parrillas, especializada en pollo a la brasa. Fue fundada el 6 de diciembre de 1986 por Willy Wong y Antonio Ortiz.

## Historia
Desde 1986, su especialidad es la preparación de uno de los platos más representativos y de mayor consumo de la gastronomía peruana: el pollo a la brasa y las parrillas. La cadena cuenta con 29 restaurantes en toda la capital, cuatro en provincia (en Piura, Trujillo y Chiclayo) y dos restaurantes en el extranjero.
A partir de 1998, cuando Edwin y Arnold Wu deciden comprar la marca, Pardos Chicken establece un sistema de franquicias con proyección internacional bajo el lema de “Siente el sabor peruano”.

## Restaurantes
Fuente:

### En el Perú
- Lima (50 restaurantes)
- Trujillo (2 restaurantes)
- Piura (1 restaurante)
- Chiclayo (1 restaurante)

### En el Mundo
- Chile (1 restaurante)
- Miami (1 restaurante)